# Сёдзё
Сёдзё (яп. 少女 сё:дзё) — японский термин для обозначения школьниц возрастом от 12 до 17 лет. Возникновение сёдзё как демографической группы было идеологически мотивировано: в период Мэйдзи государство целенаправленно формировало образ благочестивых и невинных школьниц, которые с одной стороны являлись олицетворением просвещения и модернизации новой эпохи, с другой стороны — их образование и просвещение служило во благо империи, было продолжением общегосударственной политики формирования образа «хорошей жены и мудрой матери». Сёдзё должны были быть наделены тремя добродетелями: любовью (яп. 愛情 айдзё:), целомудрием (яп. 純潔 дзюнкэцу) и чувством прекрасного (яп. 美的 битэки). Как отмечает Сара Фрэдэрик, в начале XX века сёдзё стали для японцев «сверхженственным идеалом». В литературе и искусстве того времени сёдзё были наделены теми качествами, которые прочно ассоциировались с женственностью, наивностью и невинностью: они были сентиментальны и мечтательны, любили ухаживать за цветами и играть с куклами.

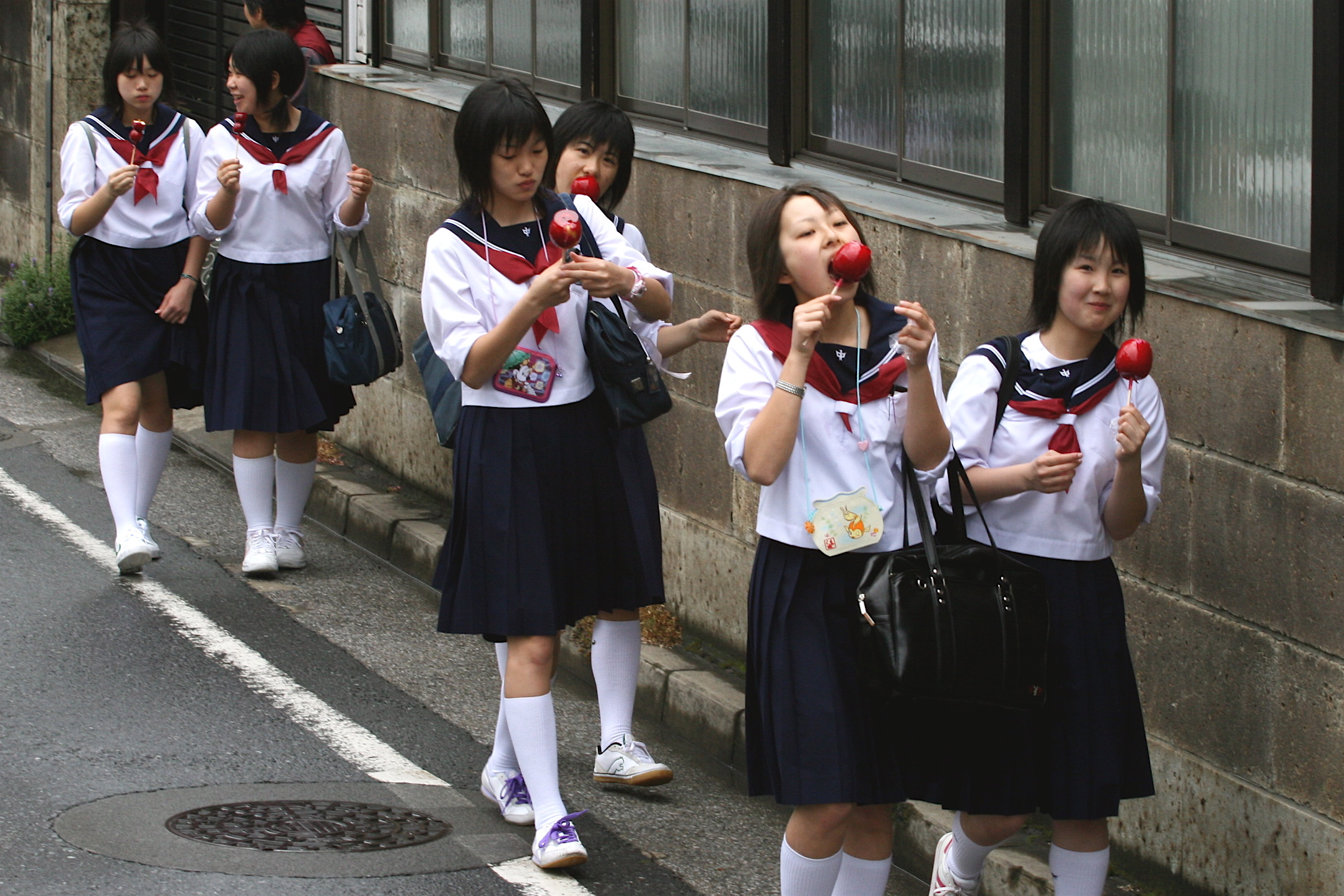
Японские школьницы

Очень быстро сёдзё стали влиятельной демографической группой, они сформировали собственную субкультуру (яп. 少女文化 сё:дзё бунка).
После окончания Второй мировой войны, когда Япония пережила полную демилитаризацию, и любые отсылки к былому имперскому прошлому в культурной и социальной жизни были выхолощены, сёдзё стали единственным образом, который напоминал японцам об успехе былой модернизации. Образ сёдзё активно использовался в рекламе, даже были выпущены почтовые марки с изображением школьниц. Социальная активность сёдзё заметно возросла: они стали законодательницами моды, тренды, сформированные в их субкультуре, вышли не только за пределы этой самой группы, но и самой Японии.